# شهرستان کلار
شهرستان کَلار از شهرستان‌های استان سلیمانیه عراق است.
این شهرستان چهار بخش دارد به نام‌های مرکزی، رزگاری، پیباز و شیخ‌طویل.